# Grafmonument van Johanna van Woude
Het grafmonument van Johanna van Woude op de 2e Algemene Begraafplaats Kovelswade in de Nederlandse stad Utrecht is een rijksmonument.

## Achtergrond
Johanna van Woude was het pseudoniem van schrijfster Sophie Margaretha Cornelia van Wermeskerken-Junius (1853-1904). Zij werd begraven op begraafplaats Soestbergen en in 1915 overgebracht naar Kovelswade. Het monument werd pas in 1934 geplaatst.

## Beschrijving
Het monument bestaat uit een hardstenen beeld van een klassiek vrouwenfiguur, leunend op een sokkel bekroond met bloemen. Zij houdt in haar rechterhand een krans. De vermelde overlijdensdatum is onjuist.
Aan de voet van het geheel de tekst: 

dichteres van het heilig huwelijk en de muziek des levens / zij was haar kinderen en duizende hollandsche vrouwen een hooge leidster

Tegen de sokkel zijn vier stenen boeken geplaatst met de titels van drie van haar romans en het tijdschrift waaraan zij als hoofdredactrice was verbonden. 

## Waardering
Het grafmonument werd in 2001 in het Monumentenregister opgenomen "vanwege de kunsthistorische waarde als voorbeeld van karakteristieke vormgeving en vanwege de funerair-historische waarde als onderdeel van de begraafplaats Kovelswade."